# Cartouche Dore
«Cartouche Doré» — авиационная пилотажная группа ВВС Франции. Летает на трёх учебных винтовых самолётах TB-30 Epsilon. Группа основана в 1989 году. Является единственной пилотажной группой ВВС Франции, летающей на винтовых самолётах.
Расформирована в ноябре 2016 года.